# بوب باربر
بوب باربر (بالإنجليزية: Bob Barber)‏ هو لاعب اتحاد الرغبي نيوزيلندي، ولد في 14 يناير 1945 في أوامرو ‏ في نيوزيلندا.